# Fort Smith (Territoires du Nord-Ouest)
Pour les articles homonymes, voir Fort Smith et Smith.
Fort Smith (en chipewyan : Tthebacha) est une ville des Territoires du Nord-Ouest, au Canada.

## Histoire

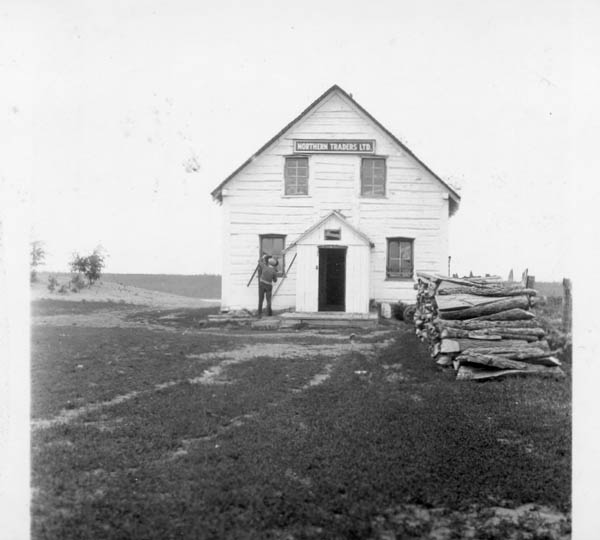
Northern Trading Co. à Fort Smith

## Climat
| Mois                                  | jan.       | fév.      | mars       | avril      | mai       | juin      | jui.      | août      | sep.      | oct.       | nov.       | déc.       | année            |
| ------------------------------------- | ---------- | --------- | ---------- | ---------- | --------- | --------- | --------- | --------- | --------- | ---------- | ---------- | ---------- | ---------------- |
| Température minimale moyenne (°C)     | −27        | −24,7     | −18,5      | −6,6       | 1,3       | 7,9       | 10,7      | 8,6       | 3,1       | −3,7       | −15,1      | −23,5      | −7,3             |
| Température moyenne (°C)              | −22,4      | −19,1     | −11,8      | −0,3       | 7,8       | 14,4      | 17        | 14,7      | 8,4       | 0,2        | −11,4      | −19,3      | −1,8             |
| Température maximale moyenne (°C)     | −17,8      | −13,5     | −5         | 6          | 14,2      | 20,9      | 23,3      | 20,8      | 13,6      | 4,2        | −7,6       | −15        | 3,7              |
| Record de froid (°C) date du record   | −53,3 1918 | −55 1917  | −48,3 1936 | −40,6 1954 | −23 2002  | −7,2 1916 | −4,4 1917 | −6,1 1916 | −15 1915  | −31,1 1919 | −42,8 1919 | −57,2 1917 | −57,2 26/12/1917 |
| Record de chaleur (°C) date du record | 8,7 1993   | 12,2 1986 | 15 1928    | 30 1980    | 31,8 1986 | 39,9 2021 | 39,4 1941 | 35,3 1981 | 31,7 1951 | 26,7 1923  | 13,3 1974  | 9,4 1999   | 39,9 30/6/2021   |
| Ensoleillement (h)                    | 57,1       | 113,7     | 176,7      | 243        | 285,9     | 299,1     | 301       | 261,7     | 132       | 87,3       | 43,5       | 28,3       | 2 029,3          |
| Précipitations (mm)                   | 16,5       | 12,2      | 13,2       | 12,7       | 27,8      | 48,8      | 54,5      | 54,5      | 42,4      | 32,4       | 22,3       | 16,6       | 353,6            |
| dont neige (cm)                       | 24         | 18,7      | 17,5       | 7,8        | 5,7       | 0         | 0         | 0,2       | 1         | 21,5       | 30,1       | 23,8       | 150,2            |
| Nombre de jours avec précipitations   | 10,8       | 8,6       | 7,9        | 5,8        | 8,5       | 10,9      | 11,8      | 12,6      | 12,1      | 13,7       | 13,5       | 11,6       | 127,7            |
| Humidité relative (%)                 | 79,8       | 77,6      | 67,1       | 51,4       | 42,3      | 43,8      | 48,2      | 52,8      | 58        | 71,4       | 83,8       | 82         | 63,2             |
| Nombre de jours avec neige            | 12,3       | 10,1      | 8,6        | 3,7        | 1,8       | 0         | 0         | 0,1       | 0,8       | 8,4        | 14,7       | 13,3       | 73,9             |

| Diagramme climatique                                  |                |             |           |             |             |              |             |             |             |               |              |
| J                                                     | F              | M           | A         | M           | J           | J            | A           | S           | O           | N             | D            |
| −17,8−2716,5                                          | −13,5−24,712,2 | −5−18,513,2 | 6−6,612,7 | 14,21,327,8 | 20,97,948,8 | 23,310,754,5 | 20,88,654,5 | 13,63,142,4 | 4,2−3,732,4 | −7,6−15,122,3 | −15−23,516,6 |
| Moyennes : • Temp. maxi et mini °C • Précipitation mm |                |             |           |             |             |              |             |             |             |               |              |

## Démographie
Fort Smith était ville-hôte avec Hay River de la 23e édition des Jeux d'hiver de l'Arctique,compétition multisports hivernale qui ont eu lieu du 18 au 24 mars 2018.
| 2001  | 2006  | 2011  | 2016  | 2021  |
| ----- | ----- | ----- | ----- | ----- |
| 2 185 | 2 364 | 2 496 | 2 542 | 2 248 |

## Culture et patrimoine

### Personnalités liées à la commune
- Mark Carney, premier ministre du Canada, y est né.